# Kanton Levallois-Perret-Nord
Kanton Levallois-Perret-Nord/Clichy is een voormalig kanton van het Franse departement Hauts-de-Seine. Kanton Levallois-Perret-Nord/Clichy maakte deel uit van het arrondissement Nanterre en telde 40.400 inwoners (1999).
Het werd opgeheven bij decreet van 24 februari 2014, met uitwerking in maart 2015.

## Gemeenten
Het kanton Levallois-Perret-Nord omvatte de volgende gemeenten:
- Clichy (deels)
- Levallois-Perret (deels, hoofdplaats)